# جيمس كينغ (سياسي كندي)
جيمس كينغ هو سياسي كندي، ولد في 18 فبراير 1848 في كندا، وتوفي في 21 يونيو 1900. حزبياً، نشط في Conservative Party of Quebec (historical) ‏. وقد انتخب عضو الجمعية الوطنية في كيبك ‏.